# Elisabet av Böhmen (1292–1330)

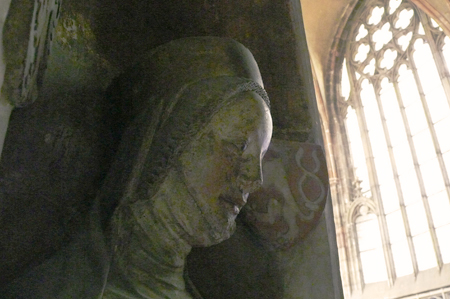
Elisabet av Böhmen

Elisabet av Böhmen (på tjeckiska Eliška Přemyslovna), född 20 januari 1292, död 28 september 1330, var en prinsessa och drottning av Böhmen. Hon var gift med greve Johan den blinde av Luxemburg, kung av Böhmen, och mor till kejsar Karl IV.

## Biografi
Elisabet var dotter till kung Wenzel II av Böhmen och Judith av Habsburg och tillhörde huset Přemysl. Elisabet blev föräldralös och uppfostrades i ett kloster i Prag tillsammans med sin faster Kunigunda, sin syster Anna, sin styvmor Elisabeth Rikissa av Polen och sin svägerska Viola Elisabeth av Cieszyn.
År 1306 mördades hennes bror Wenzel III, och hennes syster Annas make Henrik av Kärnten blev Böhmens kung. Kort därpå erövrades dock Böhmen av habsburgske hertigen Rudolf, som gifte sig med Elisabets före detta styvmor, Elisabeth Rikissa. Under Rudolfs regeringstid bodde Elisabet på slottet i Prag med sin före detta svägerska Viola Elisabeth av Cieszyn. År 1307 återkom hennes svåger Henrik till makten. Henrik och Anna försökte tvinga Elisabet att gifta sig med Otto av Löbdaburg, men Elisabet vägrade. Hon hamnade då i konflikt med sin syster, och blev samlingsfigur för oppositionen. 
I september år 1310 gifte sig Elisabet med kejsarens son, greve Johan av Luxemburg. Efter vigseln erövrade Johan Böhmen, Henrik och Anna flydde till Kärnten, och Elisabet och Johan kröntes den 7 februari 1311. Relationen mellan Elisabet och Johan var spänd på grund av pressen att föda en son och på grund av skilda politiska åsikter. År 1319 avslöjades en komplott med målet att avsätta Johan till förmån för deras son Karl.
Efter att konspirationen avslöjats separerade Elisabet från Johan och bosatte sig med sina barn på slottet Mělník. Johan beslagtog snart de tre äldsta barnen. Elisabet var nu övergiven och isolerad, och 1323 lämnade hon Böhmen i förklädnad och bosatte sig i Bayern, där hon födde tvillingar. Hon återvände till Böhmen 1325, döende i tuberkulos, och var då så fattig att hon inte längre kunde finansiera ett hov.